# Février 1781

## Événements
- France : Necker publie son Compte-rendu au Roy révélant l’état des finances publiques. Il espérait, par ce texte diffusé avec l’accord de Louis XVI, désarmer ses adversaires. Mais la divulgation de la liste des pensions accordées aux courtisans provoque un scandale. Le comte de Provence, frère du roi réussit à faire dérober chez l’imprimeur royal un projet de Necker sur les assemblées provinciales, visant à les établir dans toutes les provinces, et sur la création d’une assemblée nationale enregistrant les édits.

- 2 février : les articles de la Confédération sont signés par le Maryland, le treizième et dernier état à le faire[1].

- 20 février : Robert Morris devient superintendant des Finances au Gouvernement du Congrès continental[2].

## Naissances

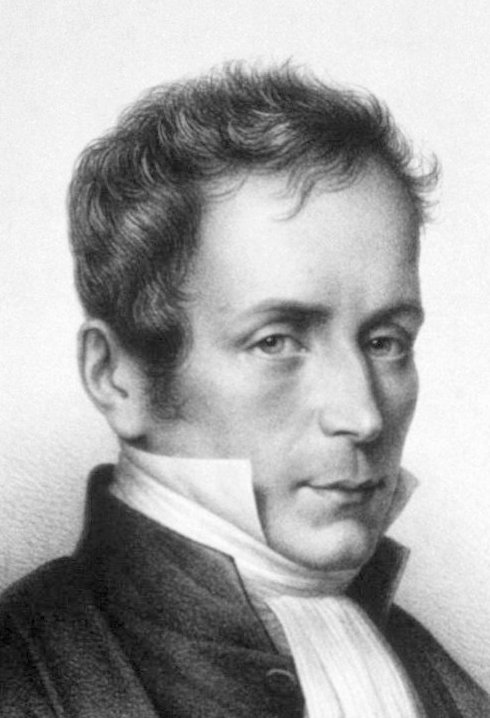
René-Théophile-Hyacinthe Laennec

- 9 février : Johann Baptist von Spix (mort en 1826), zoologiste et explorateur allemand.
- 17 février : René-Théophile-Hyacinthe Laennec (mort en 1826), médecin français.

## Décès
- 4 février : Josef Myslivecek, compositeur tchèque.
- 15 février : Gotthold Ephraim Lessing, dramaturge et critique littéraire allemand.